# 竹刀
竹刀，也被稱為竹劍，是日本劍道練習時所使用的攻擊器具，以竹片製成。相傳竹刀的歷史可追溯到安土桃山時代的新陰流祖師上泉信綱所發明的「袋竹刀」，而後廣為諸多劍術流派所採用。到了江戶時代，伴隨著劍道防具的發展，於是出現了「割竹刀」，並沿用迄今。
在日本的劍術對戰演練上，真刀、模造刀和木刀都可能使用，但都具有相當高的危險性。竹刀的普及不但降低了練習時的風險，也讓劍道能以運動的層次發展。不過不當使用竹刀或著戴防具不全仍有可能造成嚴重的傷害，甚至死亡，以竹刀練習時仍應注意安全。

## 尺寸
目前竹刀的標準尺寸如下：
- 小學生用36：即3尺6寸，相當於109公分。
- 中學生用37：即3尺7寸，相當於112公分。
- 高中生、大學生、成人用38：即3尺8寸，相當於115公分。
- 大學生、成人用39：即3尺9寸，相當於118公分。

其中3尺9寸是隨著近代日本人體格成長而新增的規格。
以上尺寸是指太刀型的竹刀尺寸，二刀流除了太刀型之外還使用約一半長度的脇差型（小太刀型）竹刀。